# Monts du Tessala
Les monts du Tessala sont une importante chaîne de montagnes de l'Atlas tellien située dans le Nord-Ouest de l'Algérie.

## Toponymie
Le terme Tessala semble avoir une origine berbère, où il signifie « broussaille ». Tessala semble également découler soit du terme esali au pluriel d'islân, signifiant « roche lisse », soit du pluriel tasilé de tisîliwîn, faisant référence à un vaste massif montagneux orné de vastes plateaux rocheux. Ces significations coïncident de manière adéquate avec la topographie du massif de Tessala.
Tessala est aussi un village situé vers le nord-ouest de Sidi Bel Abbès. On retrouve le même toponyme dans d'autres localités en Algérie telles que la région de Blida et Mila. Ce toponyme a conservé son appellation depuis l'Antiquité, demeurant immuable malgré ses diverses représentations graphiques dans les sources primaires, qui varient selon les langues utilisées.
Tessala désigne également toute une région s'étendant entre Tlemcen et Mascara, englobant une rivière appelée Sarno, une cité antique du même nom et parfois même un lac. Ce toponyme, anciennement Astacilis, est mentionné dans un texte en grec ancien datant du deuxième siècle de notre ère.
Dans les sources arabes du Moyen Âge, Tessala était principalement associé à une cité détruite au XIVe siècle. Par ailleurs, l'étymologie locale avance une légende faisant référence à une princesse nommée Tessa, bien que l'origine précise de ce prénom demeure incertaine.

## Géographie

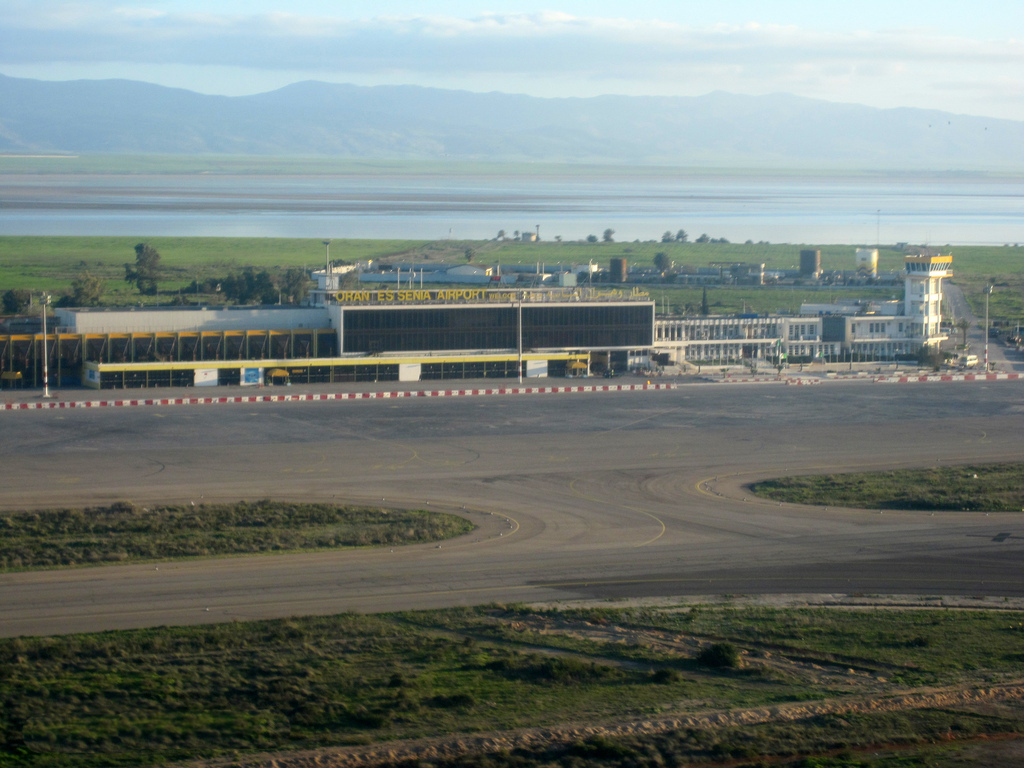
Aperçu des monts du Tessala depuis l'aéroport d'Oran.

Les monts du Tessala se dressent au sud et au sud-ouest d'Oran sur une centaine de kilomètres de longueur entre la basse Tafna et l'oued Tlelat. Ils s'allongent au-dessus des collines d'Aïn Témouchent et de la plaine de la Sebkha d'Oran au nord, dominant le cours du bas Issers et la plaine de Sidi Bel Abbès au sud.
Les monts, situés au Nord de l'Algérie occidentale, font partie de l’Atlas tellien et possèdent des caractéristiques particulières en matière d'isolement géographique, de conditions climatiques et de fragilité des écosystèmes. Ils sont connus pour la richesse floristique, celle-ci est particulièrement développée dans les forêts du djebel Tessala. La végétation forestière est composée de : chênes verts localisés sur le versant nord, chênes kermès, garrigues et d'une forêt claire, essentiellement à base de pin d'Alep, mais aussi d'acacia et d'eucalyptus sur le versant sud.
Le massif est fortement cultivé et dénudé. La hauteur des reliefs, relativement aplanis, s'établit entre 500 et 1 000 m d'altitude en culminant à 1 061 m au djebel Tessala. Les monts sont allongés sud-ouest/nord-est et présentent une nette dissymétrie topographique, le versant sud apparaissant moins abrupt que le versant nord. Le climat est de type méditerranéen ; les précipitations sont concentrées en automne et en hiver, alors que la période de sécheresse couvre le reste de l'année d'avril à septembre.

## Histoire

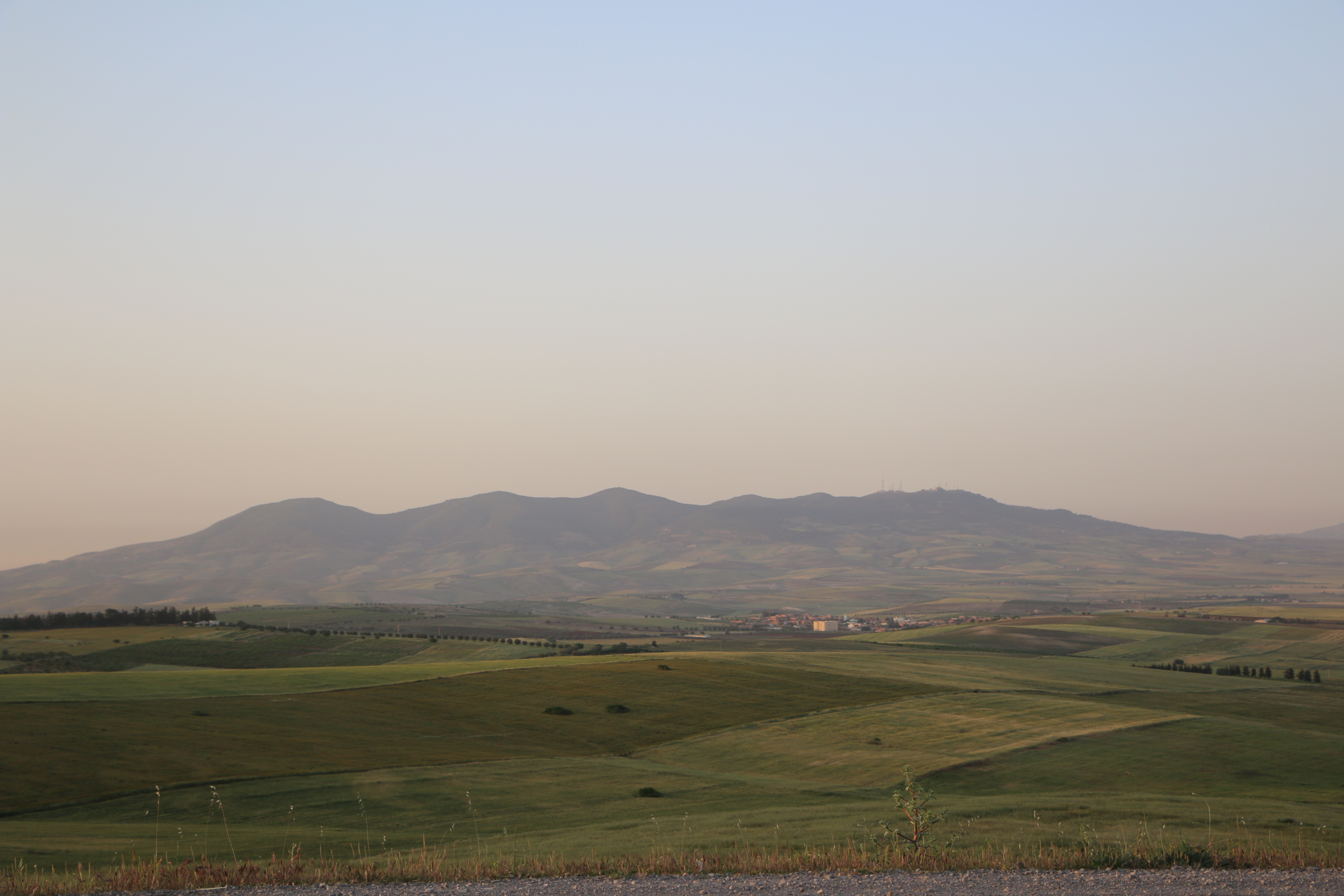
Monts du Tessala, dominant la plaine de Sidi Bel Abbès.

Les populations locales y ont souvent trouvé refuge lorsqu'elles se sentaient menacées de l'époque romaine à la période coloniale. L'occupation romaine de cette région habitée par des tribus berbères, a été presque exclusivement militaire. Des vestiges de fortifications romaines se trouvent à Aïn Zertita et Aïn Bent Soltane.
Au début du VIIIe siècle, la région du Tessala était habitée par la tribu de Medouina, comme rapporté par Ibn Khaldoun, qui occupait ces hauteurs ainsi que les terres fertiles avoisinantes. Ensuite, la tribu berbère des Maghraouas s'établit du Chelif jusqu'à Tlemcen, marquant ainsi leur présence dans la région. Suivi par les Béni-Rached, qui après avoir occupé le Djebel Amour, migrèrent vers le Tessala, et de là, ils progressèrent en direction des monts des Beni-Chougrane.
L'arrivée des Béni Amer au Tessala est documentée par Ibn-Khaldoun, à une époque correspondant à celle de l'historien lui-même. Par la suite, les Hazedj, une branche des Béni Amer, exercèrent leur domination sur la région du Tessala.
Le massif a perdu une partie de sa population pendant la guerre d’Algérie pour cause des zones interdites. Toutefois, aujourd'hui, il ourle d'un chapelet de villages sur tous les piémonts.
Jusqu’à la période coloniale, le massif a abrité des animaux sauvages tels que des lions, des hyènes et des panthères noires.